# Kamersymfonie nr. 2 (Weinberg)
Mieczysław Weinberg voltooide zijn Kamersymfonie nr. 2 voor strijkorkest en pauken op 29 april 1987. Die toevoeging “voor strijkorkest en pauken” bij kamersymfonie is noodzakelijk, want ook Weinbergs Symfonie nr, 2 is geschreven voor een kamermuziekensemble, ook strijkorkest. Het “solo-muziekinstrument” pauken helpt deze kamersymfonie nr. 2 op gang en sluit haar ook af, verwijzend naar de traditionele symfonie waarbij de pauken toch vaak als afsluiter te horen was, al dan niet met slotakkoord. 
De kamersymfonie wijkt qua structuur af van de klassieke symfonie; ze kent drie delen, waarbij de buitendelen relatief lang zijn. De delen (met tijdindicatie):
- Allegro molto (9 minuten)
- Pesante (5 minuten)
- Andante sostenuto (10 minuten)